# エアステージ
『エアステージ』（月刊エアステージ、AIRSTAGE）は、イカロス出版が刊行する航空関係業種への月刊就職情報雑誌。

## 概要
兄弟誌で旅客機専門誌の『エアライン（月刊エアライン）』から派生した、客室乗務員就職情報誌の『スチュワーデスマガジン』として1985年8月に創刊した。その後、1999年4月の男女雇用機会均等法の施行に合わせ、2000年1月より女性客室乗務員を意味する「スチュワーデス」を外した現行の誌名に改名され、客室乗務員だけでなくグランドホステスをはじめとするグランドスタッフ、総合職など男女全ての航空関連業種に対応した就職情報誌となった。
スカイマークやエアドゥなど規制緩和後に設立された新規航空会社やLCCは設立当初から男性客室乗務員を採用しているが、日本の最大手である日本航空とANAが殆ど男性の客室乗務員を採用しないことから、女性向き記事がその多くを占め、男性向きの記事は非常に少なかった。現在は、男性客室乗務員を志望する読者向けの特集が組まれることもあり、2020年には男性客室乗務員特集の別刊が発行された。
記事内容は各航空会社の募集情報や、客室乗務員の採用試験対策（面接テクニックや写真の写り方、服装や化粧の仕方など）が中心である。
最近では同じ名前のドローン総合事業会社、株式会社AIRSTAGE (www.rc-airstage.com)が注目されているが、この会社とは関係がない。

## 主な誌面構成
- 表紙は毎月現役の客室乗務員が制服姿で登場する[2]。
- 客室乗務員や空港地上職の就職情報。
- 現役客室乗務員や空港地上職の仕事内容の紹介。
- フライトルポ。
- 採用試験対策。
  - メイクやファッション講座。
  - 一般常識の問題集など。

## データ
2020年11月号現在
- 発行：イカロス出版
- 発売日：毎月28日
- 定価：1,188円（消費税込み）
- 年間定期購読料：15,096円（消費税・送料込み）

## 備考
2009年時点では「航空旅行ハンドブック」が本誌の増刊という名目で夏ダイヤ・冬ダイヤの年2回発刊されている。